# 成田站
成田站（日语：／ Narita eki */?）是位於日本千葉縣成田市花崎町，屬於東日本旅客鐵道（JR東日本）成田線的鐵路車站。車站編號JO 35。
成田線佐倉站起往佐原站、銚子站方向的本線、往成田機場站的支線以及往我孫子站方向的支線在此站分岔。此站軌道往4個方向延長，但是全部是同一路線，是相當罕見的狀態。
由於經常有遊客將此站和成田機場站混淆而導致落錯車，此站特別設立了英文提示予遊客"這站不是成田機場"。

## 歷史
- 1897年（明治30年）1月19日 - 成田鐵道（初代）的車站開業。旅客、貨物取扱。
- 1897年12月29日 - 成田鐵道當站～滑河間延伸開業。
- 1901年（明治34年）2月2日 - 成田鐵道當站～安食間延伸開業。
- 1911年（明治44年）7月1日 - 千葉縣營鐵道多古線開業。
- 1920年（大正9年）9月1日 - 成田鐵道（初代）被買收，國有鐵道之車站。
- 1927年（昭和2年）4月1日 - 千葉縣營鐵道多古線成田鐵道（2代）讓渡。
- 1944年（昭和19年）1月11日 - 成田鐵道多古線因不要不急線而休止。
- 1946年（昭和21年）10月9日 - 成田鐵道多古線廢線。
- 1977年（昭和52年）7月 - 站舍建替工事開始。
- 1979年（昭和54年）4月 - 站舍建替工事完成，現在為橋上站舍。
- 1983年（昭和58年）8月9日 - 貨物扱廢止。
- 1987年（昭和62年）4月1日 - 國鐵分割民營化，為JR東日本之車站。
- 1991年（平成3年）3月19日 - 成田線支線的當站～成田機場間開業。

## 車站結構
側式月台1面1線與島式月台2面4線，合計3面5線的地面車站。4號月台是沒有月台的通過線（3、5號月台之間）。車站構內設有若干留置線，是夜間等的車輛留置地，同時也是保線用設施。

### 月台配置
| 月台 | 路線    | 方向       | 目的地                                                      | 備註                |
| ---- | ------- | ---------- | ----------------------------------------------------------- | ------------------- |
| 1、2 | ■成田線 | 本線上行   | 佐倉、四街道、千葉、津田沼、船橋、錦糸町、東京方向          | 部分於3、5、6號月台 |
| 3    | ■成田線 | 機場支線   | 往機場第2大樓、成田機場                                     | 部分於1、5號月台    |
| 5    | ■成田線 | 本線下行   | 滑河、佐原、（直通鹿島線鹿島神宮）、小見川、銚子方向        | 部分於2、3號月台    |
| 6    | ■成田線 | 我孫子支線 | 木下、我孫子、柏、松戶、上野、東京、品川方向 （上野東京線） | 部分於5號月台       |

（來源：JR東日本:車站構內圖 （页面存档备份，存于））

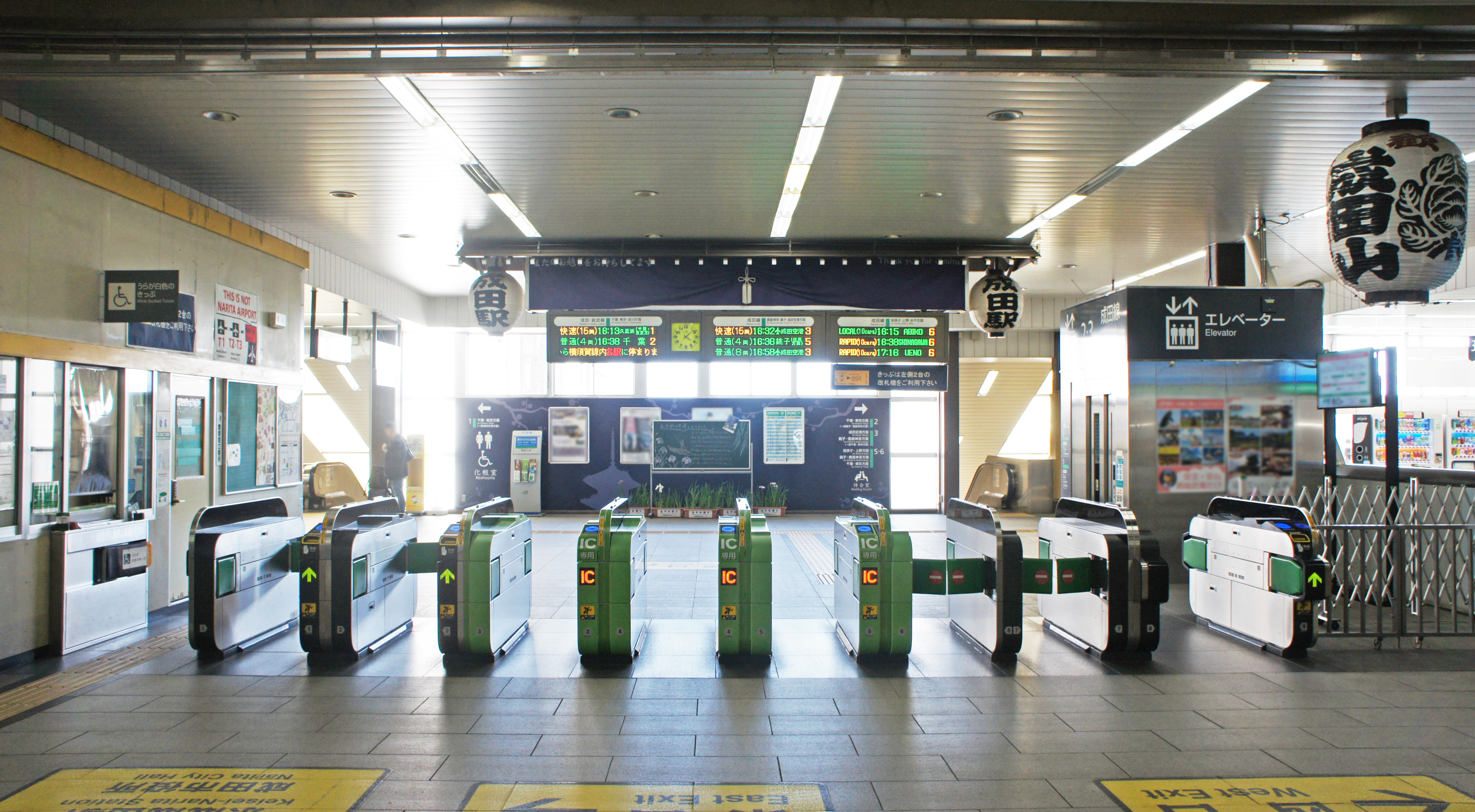
閘口（2021年5月）
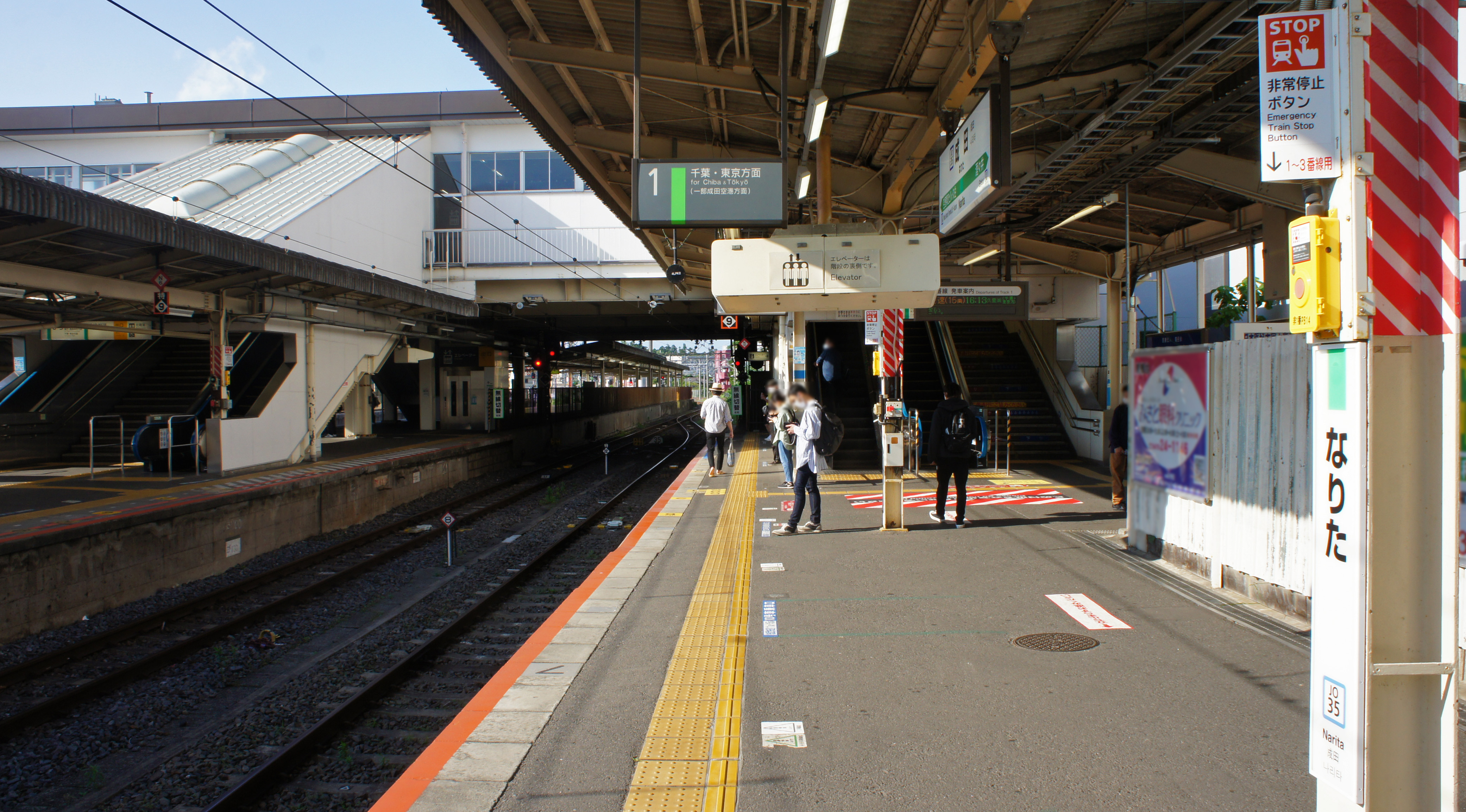
1號月台（2021年5月）
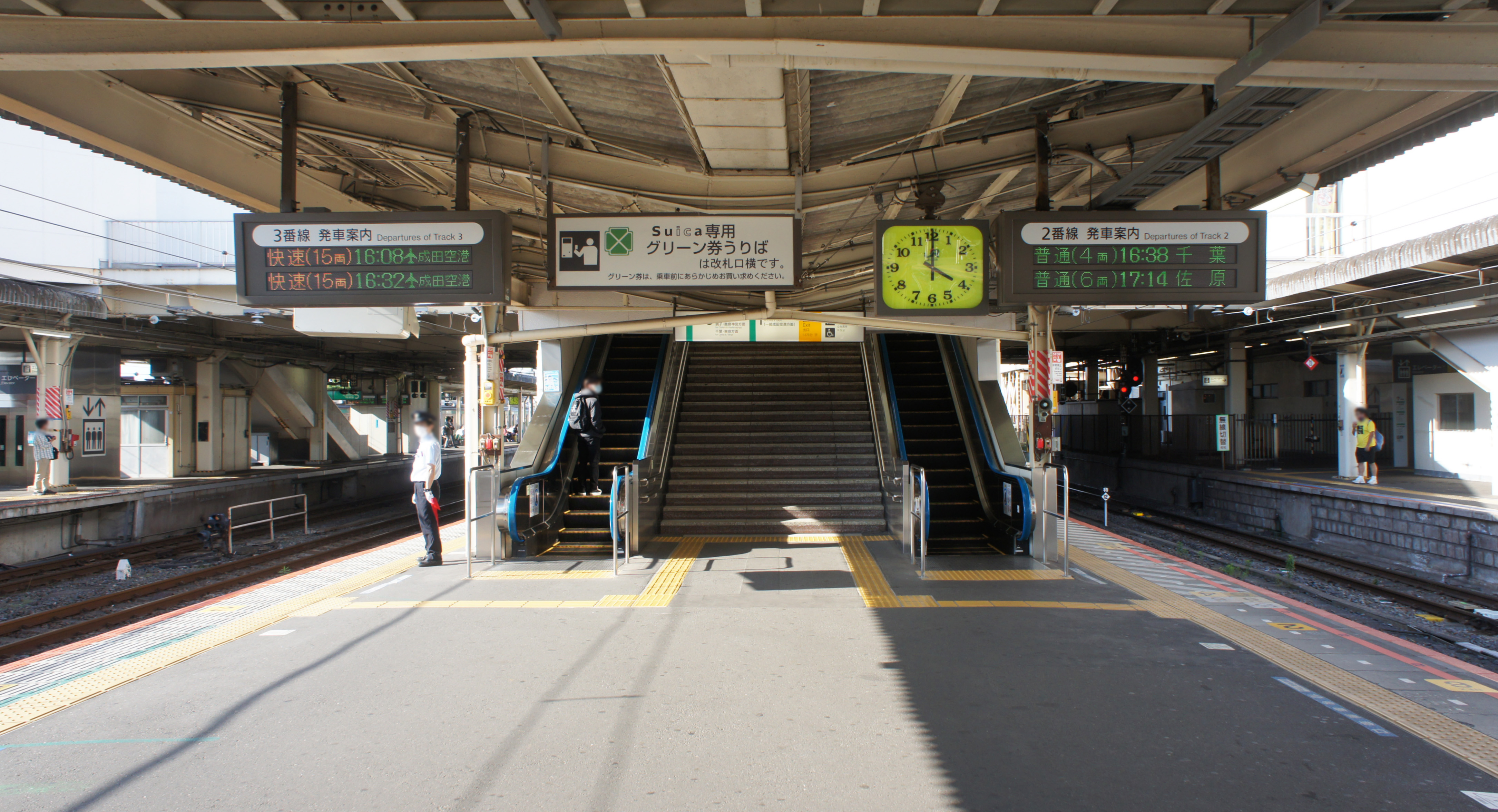
2、3號月台（2021年5月）
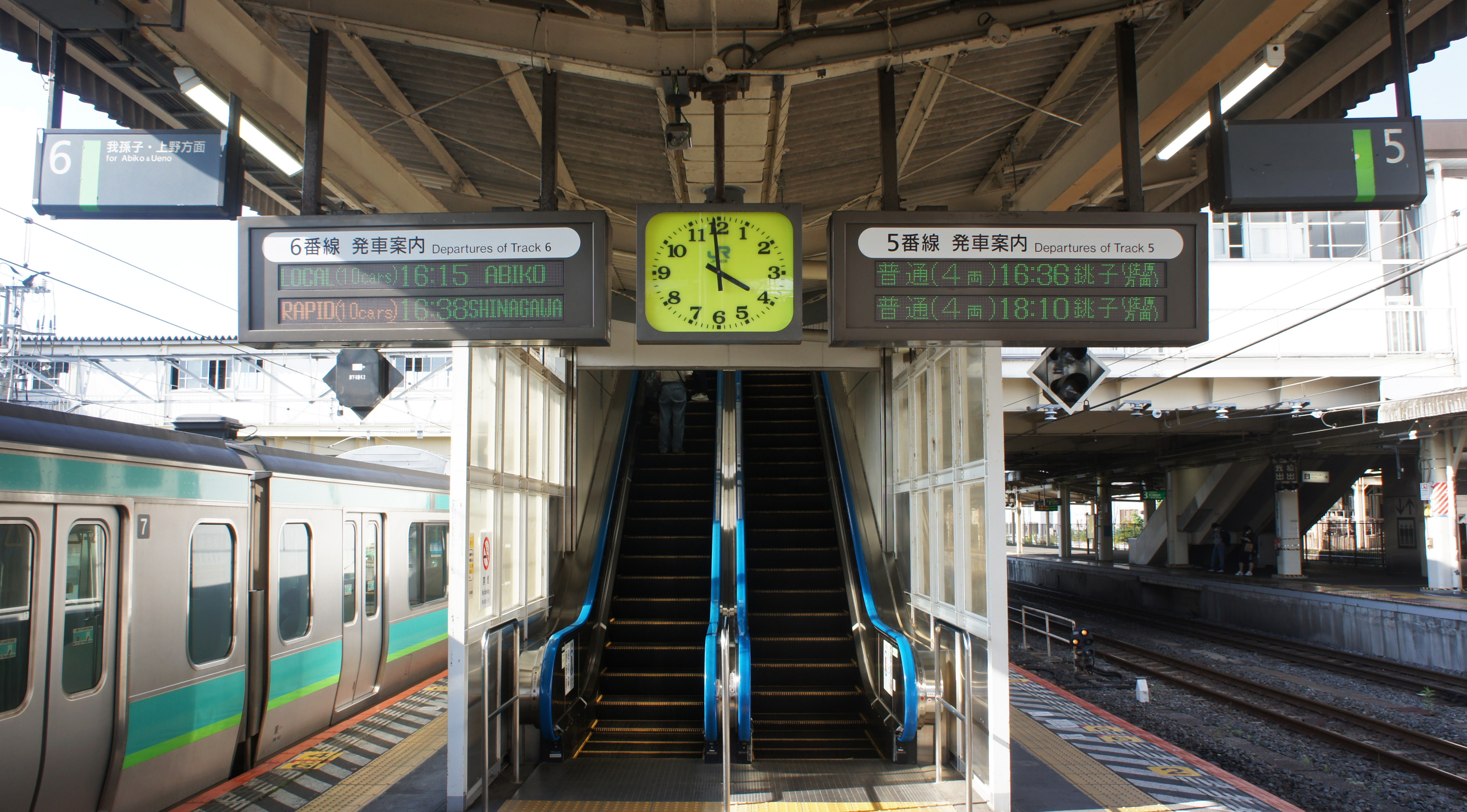
5、6號月台（2021年5月）

## 使用情況
2019年（令和元年）度的1日平均上車人次為16,103人。
根據JR東日本與千葉縣統計年鑑，1日的平均上車人次推移如下表。
| 年度               | 1日平均 上車人次 | 來源     |
| ------------------ | ---------------- | -------- |
| 1990年（平成02年） | 16,467           | [ * 1 ]  |
| 1991年（平成03年） | 16,921           | [ * 2 ]  |
| 1992年（平成04年） | 17,588           | [ * 3 ]  |
| 1993年（平成05年） | 17,998           | [ * 4 ]  |
| 1994年（平成06年） | 17,830           | [ * 5 ]  |
| 1995年（平成07年） | 17,802           | [ * 6 ]  |
| 1996年（平成08年） | 17,771           | [ * 7 ]  |
| 1997年（平成09年） | 17,077           | [ * 8 ]  |
| 1998年（平成10年） | 16,651           | [ * 9 ]  |
| 1999年（平成11年） | 16,553           | [ * 10 ] |
| 2000年（平成12年） | 16,461           | [ * 11 ] |
| 2001年（平成13年） | 16,176           | [ * 12 ] |
| 2002年（平成14年） | 16,136           | [ * 13 ] |
| 2003年（平成15年） | 15,811           | [ * 14 ] |
| 2004年（平成16年） | 15,554           | [ * 15 ] |
| 2005年（平成17年） | 15,423           | [ * 16 ] |
| 2006年（平成18年） | 15,566           | [ * 17 ] |
| 2007年（平成19年） | 15,594           | [ * 18 ] |
| 2008年（平成20年） | 15,432           | [ * 19 ] |
| 2009年（平成21年） | 15,093           | [ * 20 ] |
| 2010年（平成22年） | 14,553           | [ * 21 ] |
| 2011年（平成23年） | 14,298           | [ * 22 ] |
| 2012年（平成24年） | 14,551           | [ * 23 ] |
| 2013年（平成25年） | 14,959           | [ * 24 ] |
| 2014年（平成26年） | 14,769           | [ * 25 ] |
| 2015年（平成27年） | 15,151           | [ * 26 ] |
| 2016年（平成28年） | 15,563           | [ * 27 ] |
| 2017年（平成29年） | 15,797           | [ * 28 ] |
| 2018年（平成30年） | 16,197           |          |
| 2019年（令和元年） | 16,103           |          |

## 相鄰車站
東日本旅客鐵道（JR東日本）
■成田線（本線）
酒酒井（JO 34）－成田（JO 35）－（成田線分岐點）－久住
■成田線（機場支線）
- 特急「成田特快」部分停車站

■通勤快速、■快速（包括「機場成田」）、■普通（各站停車）
酒酒井（JO 34）（本線）－成田（JO 35）－（成田線分岐點）－（堀之內信號場）－機場第2候機樓（JO 36）
■成田線（我孫子支線）
下總松崎－成田（JO 35）
※「成田線分岐點」應被視為成田站結構的一部分。

### 使用情況
1. ↑  千葉県統計年鑑 （页面存档备份，存于） - 千葉県
2. ↑  成田市統計書 （页面存档备份，存于） - 成田市

JR東日本2000年度以後上車人次
1. ↑  各駅の乗車人員（2000年度） （页面存档备份，存于） - JR東日本
2. ↑  各駅の乗車人員（2001年度） （页面存档备份，存于） - JR東日本
3. ↑  各駅の乗車人員（2002年度） （页面存档备份，存于） - JR東日本
4. ↑  各駅の乗車人員（2003年度） （页面存档备份，存于） - JR東日本
5. ↑  各駅の乗車人員（2004年度） （页面存档备份，存于） - JR東日本
6. ↑  各駅の乗車人員（2005年度） （页面存档备份，存于） - JR東日本
7. ↑  各駅の乗車人員（2006年度） （页面存档备份，存于） - JR東日本
8. ↑  各駅の乗車人員（2007年度） （页面存档备份，存于） - JR東日本
9. ↑  各駅の乗車人員（2008年度） （页面存档备份，存于） - JR東日本
10. ↑  各駅の乗車人員（2009年度） （页面存档备份，存于） - JR東日本
11. ↑  各駅の乗車人員（2010年度） （页面存档备份，存于） - JR東日本
12. ↑  各駅の乗車人員（2011年度） （页面存档备份，存于） - JR東日本
13. ↑  各駅の乗車人員（2012年度） （页面存档备份，存于） - JR東日本
14. ↑  各駅の乗車人員（2013年度） （页面存档备份，存于） - JR東日本
15. ↑  各駅の乗車人員（2014年度） （页面存档备份，存于） - JR東日本
16. ↑  各駅の乗車人員（2015年度） （页面存档备份，存于） - JR東日本
17. ↑  各駅の乗車人員（2016年度） （页面存档备份，存于） - JR東日本
18. ↑  各駅の乗車人員（2017年度） （页面存档备份，存于） - JR東日本
19. ↑  各駅の乗車人員（2018年度） （页面存档备份，存于） - JR東日本
20. ↑  各駅の乗車人員（2019年度） （页面存档备份，存于） - JR東日本

千葉縣統計年鑑
1. ↑  .   [2020-07-29]. （原始内容存档于2020-01-08）.
2. ↑  .   [2020-07-29]. （原始内容存档于2020-01-08）.
3. ↑  .   [2020-07-29]. （原始内容存档于2020-01-08）.
4. ↑  .   [2020-07-29]. （原始内容存档于2020-01-08）.
5. ↑  .   [2020-07-29]. （原始内容存档于2020-01-08）.
6. ↑  .   [2020-07-29]. （原始内容存档于2020-01-08）.
7. ↑  .   [2020-07-29]. （原始内容存档于2020-01-08）.
8. ↑  .   [2020-07-29]. （原始内容存档于2020-01-08）.
9. ↑  .   [2020-07-29]. （原始内容存档于2020-01-08）.
10. ↑  .   [2020-07-29]. （原始内容存档于2017-09-30）.
11. ↑  .   [2020-07-29]. （原始内容存档于2017-09-30）.
12. ↑  .   [2020-07-29]. （原始内容存档于2017-09-30）.
13. ↑  .   [2020-07-29]. （原始内容存档于2017-09-30）.
14. ↑  .   [2020-07-29]. （原始内容存档于2017-09-30）.
15. ↑  .   [2020-07-29]. （原始内容存档于2017-09-30）.
16. ↑  .   [2020-07-29]. （原始内容存档于2020-01-08）.
17. ↑  .   [2020-07-29]. （原始内容存档于2020-01-08）.
18. ↑  .   [2020-07-29]. （原始内容存档于2020-01-08）.
19. ↑  .   [2020-07-29]. （原始内容存档于2017-08-30）.
20. ↑  .   [2020-07-29]. （原始内容存档于2017-08-30）.
21. ↑  .   [2020-07-29]. （原始内容存档于2017-08-30）.
22. ↑  .   [2020-07-29]. （原始内容存档于2017-08-30）.
23. ↑  .   [2020-07-29]. （原始内容存档于2017-08-30）.
24. ↑  .   [2020-07-29]. （原始内容存档于2017-08-11）.
25. ↑  .   [2020-07-29]. （原始内容存档于2017-08-11）.
26. ↑  .   [2020-07-29]. （原始内容存档于2017-08-11）.
27. ↑  .   [2020-07-29]. （原始内容存档于2020-04-24）.
28. ↑  .   [2020-07-29]. （原始内容存档于2020-04-24）.

## 外部連結
- 車站資訊（成田）：東日本旅客鐵道